# Abba-El II
Abba-El II (fl. XVI secolo a.C.) è stato il secondo re di Aleppo (ex-Yamhad) che fu re dopo la ritirata degli Ittiti..

## Regno
Abba-El è noto soprattutto tramite il suo sigillo reale usato dal suo discendente Niqmepa re di Alalakh come sigillo dinastico. Nel sigillo, egli è descritto come un potente re, servo amato e devoto di Hadad, che erano titolo usati dagli antichi re di Yamhad.
Secondo il docente Trevor Bryce Aleppo fu restaurata da Sarra-El, padre di Abba-El, ma altri storici come Michael C. Astour considerano Abba-El II il vero artefice del restauro del regno.
Aleppo si recuperò dall'invasione ittita ed espanse il suo territorio in alcune delle sue antiche terre, incluse Alalakh, Niya and Ama'u.

## Successione
Il successore di Abba-El fu Ilim-Ilimma I, forse suo figlio, e padre dell'Idrimi che continuò la dinastia di ad Alalakh dopo che Aleppo cadde per mano di Mittani nel 1525 a.C. circa.